# منیره مهدیه
منیره مهدیه (عربی: منيرة المهدية؛ ۱ ژانویهٔ ۱۸۸۵ – ۱ ژانویهٔ ۱۹۶۵) آوازخوان‌ زن اهل مصر بود.